# كليفورد دوغلاس
كليفورد دوغلاس (بالإنجليزية: C. H. Douglas) (و. 1879 – 1952 م) هو مهندس، واقتصادي، وسياسي بريطاني، ولد في ستوكبورت، توفي عن عمر يناهز 73 عاماً.

## التعليم
تعلم في جامعة كامبريدج، وتعلم في كلية بمبروك ‏
.

## روابط خارجية
- كليفورد دوغلاس على موقع الموسوعة البريطانية (الإنجليزية)